# وحيدة على الشاطئ ليلا
وحيدة على الشاطئ ليلاً (هانغل: 밤의 해변에서 혼자) فيلم كوري جنوبي من إخراج هونغ سانغ سو. وبطولة كيم مين هي. واختير للمنافسة على جائزة الدب الذهبي في الدورة 67 لمهرجان برلين السينمائي الدولي، في برلين وفازت كيم مين هي بجائزة مهرجان برلين لأفضل ممثلة.

## القصة
بعد الارتباط برجلٍ متزوج، قررت الممثلة المشهورة يونغ هي أن تبتعد لبعض الوقت. فسافرت إلى مدينة هامبورغ البعيدة. وعلى الشاطئ، تسائلت إن كان سيتبعها حبيبها وإن كان يفتقدها بقدر ما تفتقده.

## الجوائز والترشيحات
| السنة | الجائزة                                  | الفئة                     | المستلم      | النتيجة |
| ----- | ---------------------------------------- | ------------------------- | ------------ | ------- |
| 2017  | الدورة 67 لمهرجان برلين السينمائي الدولي | الدب الفضي لأفضل ممثلة    | كيم مين هي   | فوز     |
| 2017  | الدورة 67 لمهرجان برلين السينمائي الدولي | الدب الذهبي               | هونغ سانغ سو | رُشِّح     |
| 2017  | الدورة 53 جوائز بايكسانغ للفنون          | أفضل اخراج                | هونغ سانغ سو | رُشِّح     |
| 2017  | مهرجان لوس أنجلوس السينمائي              | جائزة لجنة التحكيم الخاصة | هونغ سانغ سو | فوز     |
| 2017  | مهرجان لوس أنجلوس السينمائي              | أفضل فيلم                 | هونغ سانغ سو | رُشِّح     |
| 2017  | مهرجان القدس للأفلام                     | أفضل فيلم دولي            | هونغ سانغ سو | فوز     |

## روابط أضافية
- وحيدة على الشاطئ ليلا على موقع IMDb (الإنجليزية)
- وحيدة على الشاطئ ليلا على موقع ميتاكريتيك (الإنجليزية)
- وحيدة على الشاطئ ليلا على موقع روتن توميتوز (الإنجليزية)
- وحيدة على الشاطئ ليلا على موقع ألو سيني (الفرنسية)
- وحيدة على الشاطئ ليلا على موقع أول موفي (الإنجليزية)
- وحيدة على الشاطئ ليلا على موقع بوكس أوفيس موجو (الإنجليزية)
- وحيدة على الشاطئ ليلا على موقع فيلمافينيتي (الإسبانية)
- وحيدة على الشاطئ ليلا على موقع قاعدة بيانات الفيلم (الإنجليزية)
- وحيدة على الشاطئ ليلا على موقع ليتربوكسد (الإنجليزية)
- وحيدة على الشاطئ ليلا على موقع كينوبويسك (الروسية)